# Scincella silvicola
Espèce
Synonymes
- Leiolopisma silvicolum Taylor, 1937

Statut de conservation UICN

 LC  : Préoccupation mineure
Scincella silvicola est une espèce de sauriens de la famille des Scincidae.

## Répartition

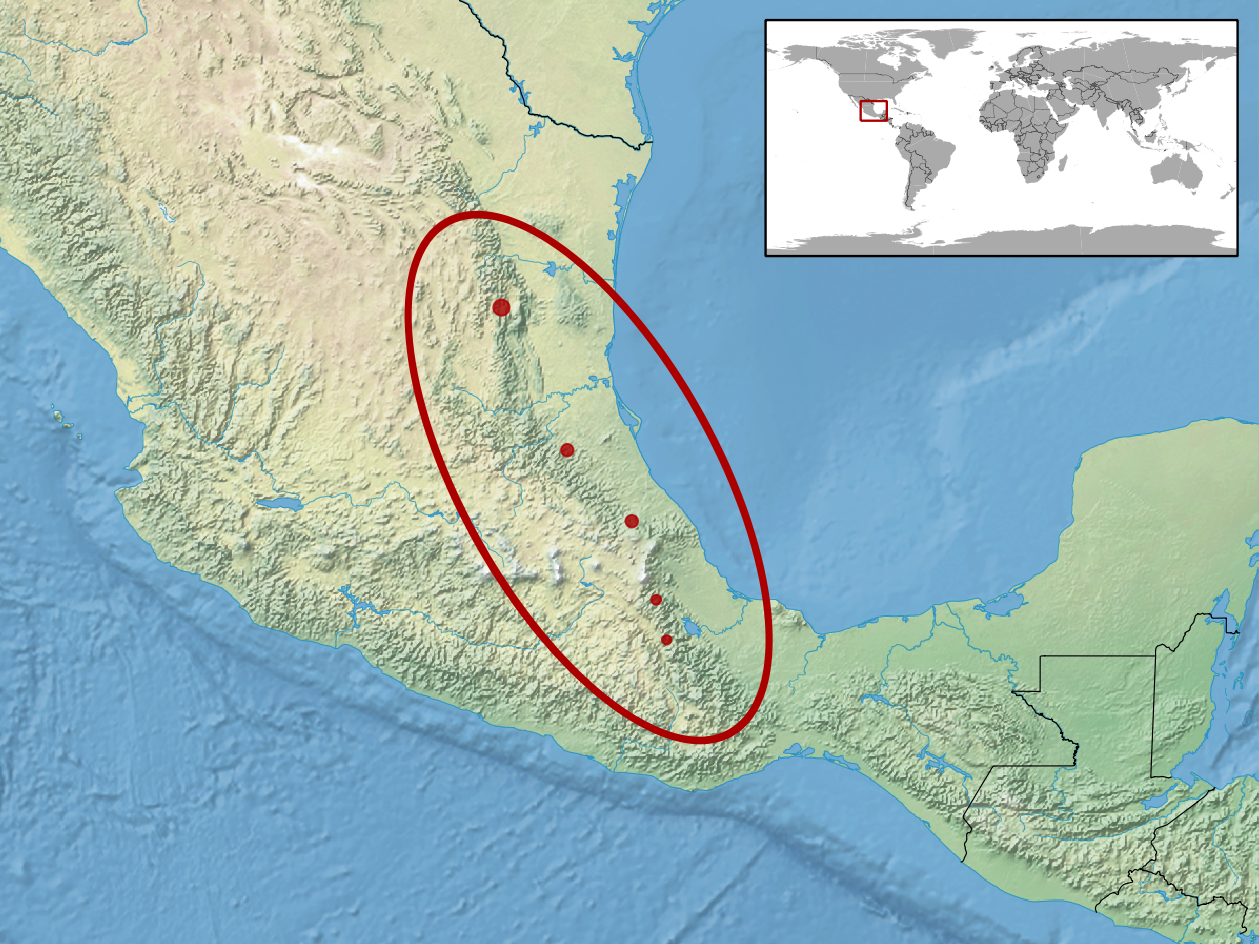
Répartition de l'espèce.

Cette espèce est endémique du Mexique. Elle se rencontre dans les États du Veracruz, d'Oaxaca et du Querétaro.

## Publication originale
- Taylor, 1937 : Two new lizards of the genus Leiolopisma from Mexico, with comments on another Mexican species. Copeia, vol. 1937, no 1, p. 5-11.